# Schwarze Kulmke
Die Schwarze Kulmke im Harz ist ein 1,9 km langer, westlicher und orografisch rechtsseitiger Zufluss der Verlorenen Kulmke im Landkreis Göttingen in Niedersachsen (Deutschland).

## Verlauf
Die Schwarze Kulmke entspringt im Nationalpark Harz im gemeindefreien Gebiet Harz des Landkreises Göttingen aus mehreren Quellbächen. Deren Quellen liegen etwa 4,5 km nordnordöstlich der Ortschaft Sieber (Ortsteil von Herzberg am Harz) auf dem Bergrücken Auf dem Acker (Acker) auf etwa 780 bis 800 m ü. NHN. Etwas unterhalb ihrer Quelle verlässt sie den Nationalpark und fließt fortan weiter im Naturpark Harz. Der Bach wird zuerst von der Ackerstraße und danach von der Schmelzertalstraße überquert – beide sind Waldwege. Der Bergrücken Verlorene Ecke trennt als Sporn des Ackers die südostwärts fließende Schwarze Kulmke von der Verlorenen Kulmke, in die sie unterhalb einer auf 467,1 m gelegenen Wegüberquerung auf etwa 465 m mündet.

## Wandern

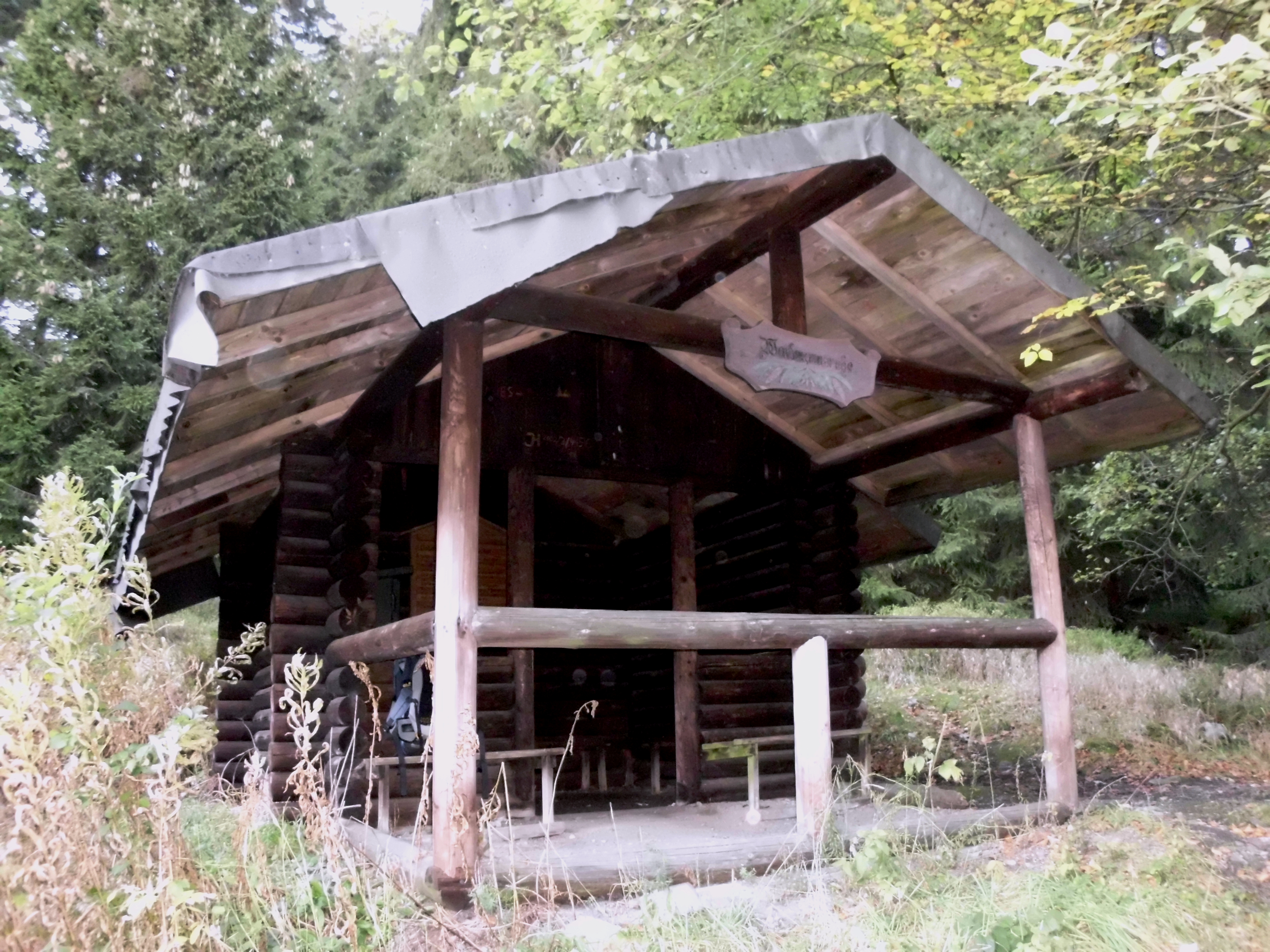
Schutzhütte Waidmannsruhe

An der Schmelzertalstraße steht die Schutzhütte Waidmannsruhe (⊙; ca. 700 bis 710 m), die bis 2016 als Nr. 148 in das System der Stempelstellen der Harzer Wandernadel einbezogen war.